# Мехр Лал Соні Зіа Фатехабаді
Зіа Фатехабаді, уроджений Мехр Лал Соні (1913–1986) — письменник урду, автор творів у жанрах газель і назм. Послідовник (shaagird) Сеемаба Акбарабаді (1882–1951), який, у свою чергу, був учнем Даагха Дехлаві. Він використовував криптонім Зіа, що означає «світло», за порадою свого вчителя Хулаама Кадіра Фаркха Амрітсарі.

## Біографія

### Ранні роки
Зіа Фатехабаді народився 9 лютого 1913 у Капурталі (Пенджаб). Він був найстаршим сином Мурші Рам Соні (1884–1968), інженера за професією, що належав до родини Соні (Кхатрі), яка у певний момент, під час володарювання Шах Джахана, переселилася з Раджастхану до Пенджабу і поселилася поблизу Фатехабада, коло Тарн-Тарану.
Батько Зіа був популяризатором індійської класичної вокальної та інструментальної музики, який часто запрошував музикантів і співаків у свою домівку, сам любив співати і грати на музичних інструментах, а також добре грав у шахи. Одного такого вечора у Джайпурі запрошений співак не захотів дати юному школяреві Зіа копію Ікбалової газелі, яка йому сподобалась; ймовірно, через цей випадок розгніваний Зіа почав писати сам, що й зробило його поетом.
Зіа почав писати ш'ери і газелі на урду ще коли був школярем у Джайпурі. Вже коли Зіа Фатехабаді був студентом коледжу, його ім'я поважали у спільноті урду. Після публікації його першої книги,Tullu, яка отримала деяку несхвальну критику, він думав кинути письменство, але друзі й старші колеги від цього відговорили.
Навчався у середній школі Халса (Пешавар) (1920—1922 роки), закінчив старшу школу Махараджа у Джайпурі (Раджастхан) (1923—1929). Отримав диплом бакалавра з відзнакою за спеціальністю перська мова у 1933 році і диплом магістра з англійської у 1935 році у Християнському коледжі Формана в Лахорі.
Як редактор урдумовного розділу факультетського журналу, Зіа Фатехабаді відіграв важливу роль у публікації першого оповідання на урду «Садху» Крішана Чандара у 1932 році. На той час Крішан Чандар був зацікавлений перш за все своїми англомовними творами і редагував англомовний розділ журналу.
Відомо також, що Зіа Фатехабаді був закоханий у бенгалку на ім'я Мера, яка навчалася у тому ж коледжі в той же час і якій він присвятив фактично усю свою любовну поезію. Її ім'я відверто згадується у кількох творах. В інтерв'ю він одного разу розповів, що це та сама Мера Сен, котра надихнула Мераджіі писати чудові вірші і взяти її ім'я за криптонім. Крішан Чандар, Мераджі і Зіа Фатехабаді були хорошими друзями.
Саме у студентські часи Зіа познайомився з Джошем Маліхабаді і Сагхаром Нізамі. У них склалися дуже тісні стосунки; обидва вплинули і допомогли окреслити його літературне життя.
1936 року Зіа Фатехабаді став працівником Резервного банку Індії, звідки він вийшов на пенсію у 1971 році з посади заступника керівника. 1942 року одружився з Радж Кумарі (1919—2003), дочкою Мурлі Рам Берера з Лахору. До приходу на роботу в Резервний банк Індії, в пошуках підхожої роботи, Зіа пройшов інтерв'ю на пост редактора All India Radio, який зрештою дістався Маджазу. Однак Маджаз і Зіа залишилися близькими друзями.

## Творчість
Зіа Фатехабаді почав писати вірші у 1925 році під керівництвом своєї матері, Шанкарі Деві, з допомогою Маулві Асгхар Алі Хая Джайпурі, свого домашнього вчителя урду, який також поділився з ним власним вмінням писати вірші. У 1929 році ім'я Зіа вже було відомим у літературних колах урду. 1930 року він став учнем Сеемаба Акбарабаді і залишався вірним своєму устаду (вчителю) до смерті, не перестаючи поширювати вчення Сеемаба, не шукаючи для себе громадського чи державного визнання. Він вважав, що реальну цінність творчості поета, кінець кінцем, зможуть оцінити неупереджено лише тільки ті, хто дивиться глибше в його твори, намагаючись краще спізнати автора.
У 1933 році, коли Зіа було 20 років і він ще був студентом коледжу, вийшла перша збірка віршів Зіа Фатехабаді мовою урду — Tullu («Світанок»), яку опублікував Сагхар Нізамі в місті Мірут. Він писав від серця і одягав свої почуття, емоції, думки і переживання у прості, ніжні, солодкозвучні, ліричні, вдумливі, зрозумілі слова і фрази – ключові риси його поезії. Його неповторний стиль відрізняв його від колег по перу, робив самобутнім.
Його твори мають на меті зачепити і серце, й розум водночас і примушують читача відчувати все, що він сам відчував. Він дуже легко використовував різні формати прози і поезії. Однак він не пішов шляхом розкриття ідей у відкритих формах, як зробили деякі його сучасники, що привнесли символізм у поезію урду. У своїй статті під назвою «Зіа Сахеб», Гопічанд Наранг сказав, що він [Зіа] належав до кола письменників, вірних Сеемабу Акбарабаді; у творах закладене глибоке знання етикету та ефективного використання мови, неосяжне багатство почуттів і емоцій, вони прикрашені красномовством і вмілістю, автор ефективно використовує в газелі інтонації гінді і цілком осмислено підкреслює біль і страждання сучасної людини; оцінити Зіа Фатехабаді — це оцінити традиції і вишуканість нашої поезії. У своїх творах, які демонструють бездоганну непорочність і стислість думок, Зіа Фатехабаді розкриває нові аспекти мислення і розуміння.
Залишаючись вірним класичному стилю, Зіа Фатехабаді не ігнорував тенденції до змін, що знайшло відбиття у його рубаї, кат'аах, геетах, газелях, назмах і сонетах. Ці твори демонструють його досконале володіння мовою урду. Внесок Зіа Фатехабаді в мову та літературу урду охоплює понад шість десятиліть і є дуже об'ємним.
Перша його велика збірка, що мала назву Noor-E-Mashriq, видана в Делі у 1937 році, з неї став широко відомим такий двовірш:
"Woh dekh mashriq se noor ubharaa liey huey jalwaa-e-haqiqat"
"Majaz ki tark  kar ghulami  ke tu  to hey bandaa-e-haqiqat"
((Підійди ближче і) подивись на світло там на сході, що розгорається, як сяйлива Правда
(Тепер час і тобі теж,) відкинь свої кайдани, ця палка Правда — для тебе.)
Хоча він не ототожнював себе з якою-небудь конкретною групою, напрямком чи рухом, можна сказати, що Зіа Фатехабаді рівною мірою належав до всіх відомих груп і його основні твори це віддзеркалюють. Як невід'ємну частину своєї літературної діяльності, він із задоволенням відвідував поетичні симпозіуми і конференції, на які був запрошений, і на багатьох з цих подій був у президії. Його вибрані звернення в ролі голови зібрання вийшли під назвою Masanad е sadarat СЕ у 1985 році.
Він не погоджувався з теорією спонтанності поезії. Зіа належав до школи, яка вважає, що поезія — це поєднання слів і тверджень, а твердження рідко бувають спонтанними.
Зіа Фатехабаді помер 19 серпня 1986 року після тривалої і запеклої боротьби з хворобою. Але одного разу він сказав: 
" Kyaa gham agar qraar–o–sukun kii kamii rahii "
" Khush hoon ke  kaamyaab  merii zindagii rahii "
(Я не сумую про нестачу хвилювань чи нестачу миру (у своєму житті).
Я (вдячний і) щасливий, що мав (вдоволене й) успішне життя.)
Певним чином, цей двовірш з його книги Gard-e-Raah (урду), опублікованої у 1963 році, лаконічно підсумовує особистість і життя Зіа Фатехабаді. Сам він вів життя, наповнене надією і змістом, і цього ж він щиро бажав іншим — переживати і радіти. Ці настрої принесли йому багато шанувальників. Серед тих, хто цінував, а також вплинув на його поезію, були Фірак Горакхпурі і Джош Маліхабаді. У Зіа Фатехабаді залишилися дружина і шестеро синів.
Нижче наведено поминальний вірш Qat'aa е taareekh, який Сахір Хошіарпурі написав у серпні 1986 року на честь свого старого друга, Мехр Лал Соні Зіа Фатехабаді. Його опублікував Кхуштар Гірами у жовтні 1986 року у щомісячнику «Biswin Sadi» (Нью-Делі):
Jo  kar sako na  bayaan tum  baasurat e alfaaz
Fasaanaa e gham e hasti baachasham e nam keh lo
Zubaan o fikr o takhyul   jo saath de na saken
To "dil" ko saath mila kar  "gham e Zia sah lo"
(Якщо не можеш знайти слів, щоб висловити свою скорботу, то зробити це, проливаючи сльози.)
(Якщо твої слова, думки і розум не в силах перенести цього горя, то понеси втрату Зіа у своєму зажуреному серці.)

### Поезія
- Tullu («Світанок»), Мерут, 1933; передмова: Сагхар Нізамі.
- Noor-e-Mashriq («Світло Сходу»), Делі, 1937; вступ: Джош Маліхабаді, Хакім Азад Ансарі[1] та Манзар Сіддікуй.
- Zia Ke Sau Sher («Сотня віршів Зіа»), Делі, 1938.
- Nai Subah («Новий плач»), Делі, 1952; передмови: Мунаввак Лакхнаві[1] та проф. Мубашшір Алі Сіддікуй[1]
- Gard-e-Raah («Курява на дорозі»), Нью-Делі, 1963; передмова: Абр Ахасані Гуннаурі[1] та Кхуштар Гірамі[1]
- Husn-e-Ghazal («Краса газеля»), Амбала, 1964.
- Dhoop Aur Chandni («Сонячне і місячне сяйво»), Нью-Делі, 1977.
- Rang-o-Noor («Колір і світло»), Нью-Делі, 1981 (нагорода U.P.Urdu Academy).
- Soch ka Safar («Подорож думки»), Нью-Делі, 1982.
- Naram garam hawain («Приємне тепле повітря»), Нью-Делі, 1987, з допомогою Delhi Urdu Academy.
- Meri Tasveer («Мій портрет»), Нью-Делі, 2011, ISBN 978-81-88951-88-8.
- The Qat'aat o Rubaiyat of Zia Fatehabadi («Катрени Зіа Фатехабаді»), оригінал урду та англійський переклад, Нью-Делі, 2012, ISBN 978-93-82025-05-4.

### Проза
- Zaaviyaha-e-nigaah («Точка зору», есе), Нью-Делі, 1983; передмова: Ягдіш Бхатнагар Хаят (премія U.P.Urdu Academy)
- Suraj doob gayaa («Сонце зайшло», оповідання), Нью-Делі, 1981.
- Masnad-e-sadaarat se («З подіуму», президентські адреси), Нью-Делі, 1985.
- Seemab baanaam Zia («Сеемаб до Зіа», листи від Сеемаба до Зіа), Нью-Делі, 1981; передмова: Рашид Хасан Кхан.
- Zikr-e-Seemab («Про Сеемаба», біографія), Нью-Делі, 1984.
- Sher aur Shair («Поезія і поет», есе), Нью-Делі, 1974.
- Muzaameen-e-Zia («Есеї Зіа»)[22][23]
- Zia Fatehabadi ke Khatoot («Листи Зіа Фатехабаді»).